# Фоскари, Полидоро
Полидоро Фоскари (итал. Polidoro Foscari, 1410, Венеция, Венецианская республика  - 22 июня 1450, Сиена, Сиенская республика) - итальянский прелат, ординарий Архиепархии Задара и Епархии Бергамо.

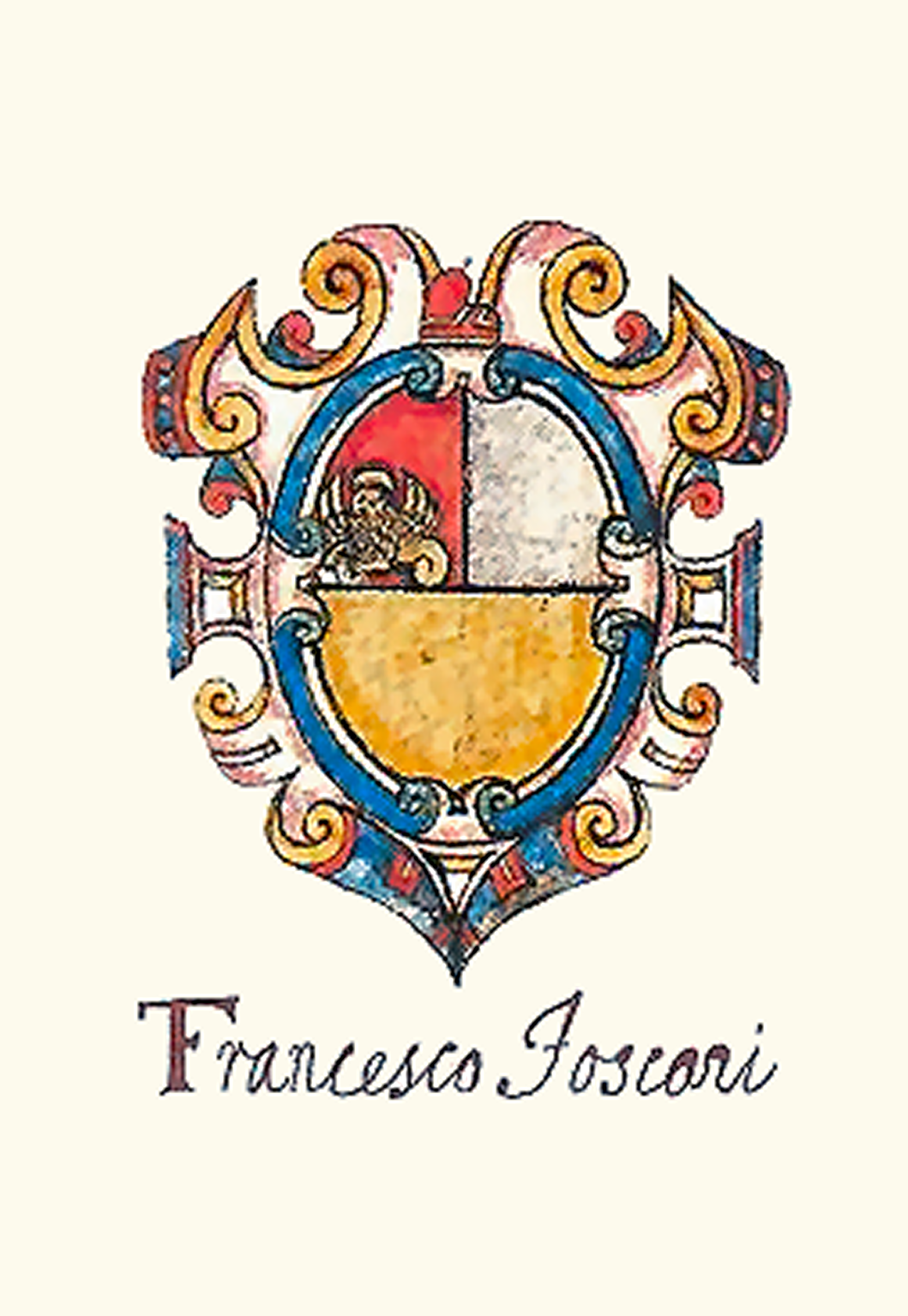
Герб Фоскари

## Биография
Родился в аристократической семье венецианских патрициев, сын секулярного каноника Коллегиальной церкви Вероны и секулярного местоблюстителя Капитула Чивидале-дель-Фриули, внук и Двоюродный брат дожей, его старшие братья Филиппо, Джованни и Паоло сделали политическую и административную карьеру. Классический представитель эпохи Непотизма.
В 1422 году принимает пострижение тонзуры. С 1425 по 1431 год — первый клирик собора Святого Марка в Венеции, в это время прилагает усилия к переходу от Аквилейского патриархального обряда к латинскому обряду.
Был тесным образом связан в венецианской политической жизнью, что обеспечивало ему должности, гарантировавшие хороший экономический доход. В свою очередь, поступления, от принадлежавших ему взносов от сельских общин епархии Виченцы, выгодным образом обменял на архипрелатуру города Иллази в епархии Вероны, также имел поступления  от бенедиктинского монастыря в Аквилеи и аббатства Святых Космы и Дамиано в Далмации, которые платили ему ежегодную ренту в размере 620 дукатов. Папа венецианского происхождения Евгений IV предоставил ему годовой доход в 100 дукатов от аббатства Сан-Джорджо в Венеции.
21 июля 1436 года в Университете Падуи получил докторскую степень обоих прав в присутствии юриста Паоло ди Кастро.

## Епископ Бергамо
По окончании учебы назначается епископом Бергамо. Город с 1428 года принадлежал Венецианской республике, но продолжал находиться под угрозой захвата со стороны противных сил Висконти, так что Венеция постаралась избрать на эту должность представителя одного из своих патрициев. Следует учитывать, что епископ Бергамо, с момента основания епархии  был Суффраганом Архиепархии Милана, поэтому необходимо было, чтобы во главе епархии стоял надежный и преданный Венеции епископ.
Назначение сопровождалось интригами и угрозами, так что Полидоро только спустя четыре года смог прибыть в Бергамо. Период его архиерейства сопровождался конфликтами с местным клиром, ему даже пришлось изгнать и отлучить некоторых членов Соборного капитула.

## Архиепископ Задарский
В 1448 году Полидоро и его брат Филиппо, управлявший его имуществом, были обвинены в краже книг и ценностей, принадлежащих епархии Бергамо. Обвинение поддержали уроженцы Бергамо, выехавшие в Венецию и ставшие там  гражданами республики и их представители. Венецианский Сенат вынес постановление о реституции того, что было украдено, со штрафными санкциями в пользу казны республики. После этого Фоскари бежал из Бергамо, скрывался в Венеции и Риме
5 ноября 1449 года римский папа Николай V назначает его архиепископом Зары.
Умер после непродолжительной болезни 24 мая 1450 года проездом в Сиене во время одной из своих поездок из Рима.
Сохранилось свидетельство от  февраля 1448 года и от 12 июля 1450 года о том, что у Фоскари был сын Джероламо, ему и его матери архиепископ оставил наследство в размере 2000 дукатов и 600 дукатов соответственно.